# San Hipólito de Voltregá
San Hipólito de Voltregá (en catalán y oficialmente Sant Hipòlit de Voltregà) es un municipio de España perteneciente a la provincia de Barcelona, en la comunidad autónoma de Cataluña. Ubicado en la comarca de Osona, tiene una población de 3687 habitantes (INE 2024).

## Geografía
Situado al norte de la Plana de Vic. Es el municipio de menor extensión de la comarca y uno de los más pequeños de Cataluña. Su término municipal se halla rodeado completamente por el de Las Masías de Voltregá. 

## Historia
San Hipólito de Voltregà fue una de las llamadas villas quemadas atacadas por los borbónicos durante la guerra de sucesión española. Y el santuario de la Gleva, el último refugio de las tropas catalanas de la localidad antes de que los soldados de Felipe V las masacraran.
A principios de 1714, el mariscal borbónico José Carrillo de Albornoz, conde de Montemar, entró en la llanura de Vic con mil caballos y mil quinientos infantes. El ejército catalán de Antoni Desvalls, marqués del Poal, persiguió la incursión y obligó al destacamento borbónico a huir en dirección norte siguiendo el río Ter.
En los últimos días de enero, la columna del conde de Montemar llegó a la Gleva, donde encarceló a algunos civiles y ejecutó a un centenar de somatenes que se habían fortificado en el santuario de la Virgen. A continuación, el destacamento filipista se dirigió a la villa de San Hipólito de Voltregá. Con el objetivo de sembrar el terror entre aquellas poblaciones catalanas que se habían levantado contra los nuevos impuestos de Felipe V, las tropas saquearon e incendiaron la ciudad. Estos hechos, que tuvieron lugar a principios de 1714, se les llama los Hechos de la Gleva.
El 9 de noviembre de 1979 el municipio, hasta entonces llamado San Hipólito de Voltregá, fue autorizado a cambiar su nombre por el de Sant Hipòlit de Voltregà. Otra fuente consigna la fecha del cambio el 18 de abril de 1984.

## Demografía
San Hipólito de Voltregá cuenta con una población de 3687 habitantes (INE 2024).
| Gráfica de evolución demográfica de San Hipólito de Voltregá entre 1842 y 2021 |
| |
| Población de derecho según los censos de población del INE. Población de hecho según los censos de población del INE.En estos censos se denominaba San Hipólito de Voltregá: 1842, 1857, 1860, 1877, 1887, 1897, 1900, 1910, 1920, 1930, 1940, 1950, 1960, 1970 y 1981. |

| 1900 | 1930 | 1950 | 1970 | 1981 | 1986 | 2006 |
| ---- | ---- | ---- | ---- | ---- | ---- | ---- |
| 1631 | 1820 | 1929 | 3144 | 3160 | 3022 | 3319 |

## Símbolos
- El escudo de San Hipólito de Voltregá se define con el siguiente blasón:

Escudo losanjado partido: al 1º de la mitra de Vich (de azur, las llaves de San Pedro pasadas en sautor, con los dientes arriba y mirando hacia fuera, la de oro en banda sobre la de argén cruzada de oro y con las ínfulas también de oro); y al 2º, las armas de los Cabrera castellanos de Voltregá (de oro, una cabra arrestada de sable). El escudo acoplado de un báculo de obispo de oro puesto en palo, y timbrado con la corona de barón.

Fue aprobado el 15 de abril de 1982.